# 喬沙灣

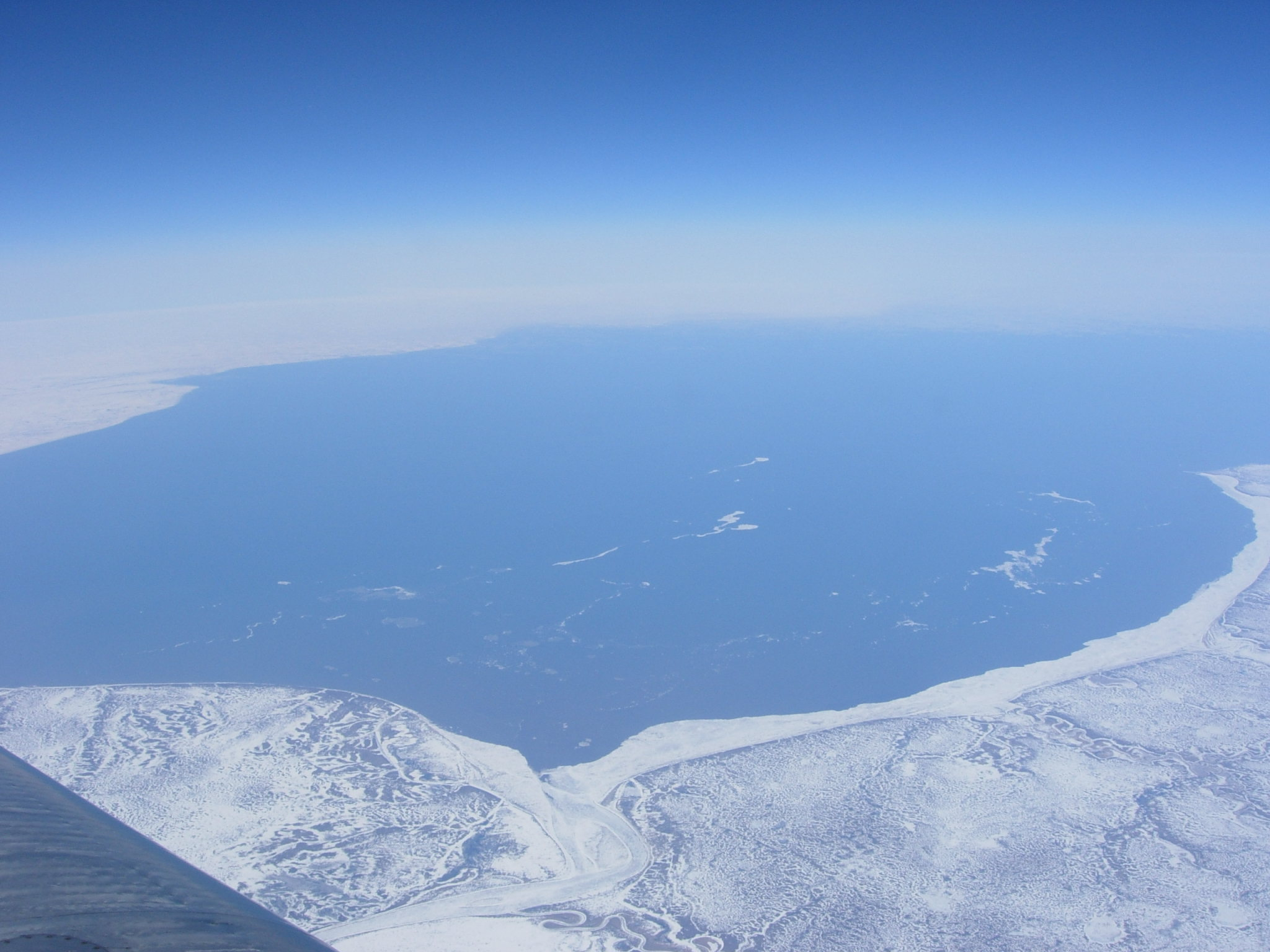
喬沙灣

喬沙灣（羅馬化：Chyoshskaya guba）是俄羅斯的海灣，位於卡寧半島東岸和俄羅斯大陸的巴倫支海區域，海灣長100公里、闊135公里，平均水深少於50米，淺水區水深2至3米，流入海灣的河流包含奧馬河和維扎斯河。
67°00′00″N 47°00′00″E / 67.00000°N 47.00000°E